# رئيس البحر أحمر الذيل

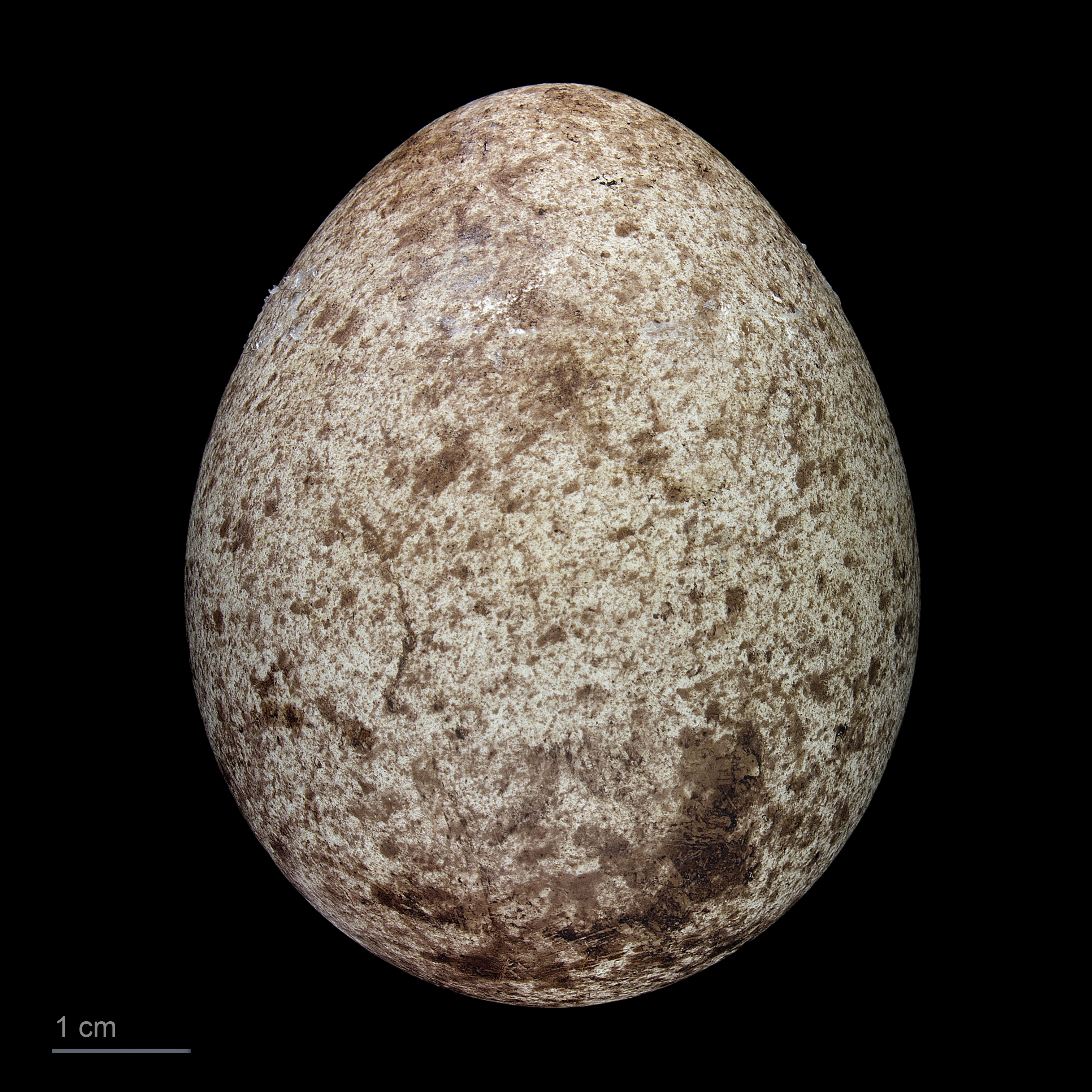
بيضة رئيس البحر أحمر الذيل.

رئيس البحر أحمر الذيل (الاسم العلمي: Phaethon rubricauda) هو نوع من جنس الطيور الاستوائية.